# Senato (Pakistan)
Il Senato del Pakistan (in inglese: Senate of Pakistan, in urdu: ایوانِ بالا پاکستان - Aiwān-e-Bālā Pākistān) è la camera alta del Parlamento del Pakistan, l’organo legislativo del paese. È affiancato dall’Assemblea nazionale, la camera bassa.

## Composizione e poteri
Ai sensi dell’Art. 59 della Costituzione del Pakistan, il Senato è composto da 96 seggi, di cui, 92 eletti dalle Province del Pakistan (23 per provincia) e 4 dal Territorio della capitale Islamabad. La Costituzione del Pakistan, inoltre, richiede che vi siano almeno 17 senatrici.
I suoi membri hanno mandato sessennale, rappresentano le Province del Pakistan ed il Territorio della capitale Islamabad e compongono il potere legislativo del paese, insieme all’Assemblea Nazionale. Questa Camera non è soggetta a dissoluzione, ma rinnova la metà dei suoi seggi ogni 3 anni.
Il Senato ha diversi poteri esclusivi non concessi all'Assemblea Nazionale, compresi i poteri di rendere i disegni di legge parlamentari direttamente “leggi de facto”. Da un punto di vista politico, tuttavia, l’Assemblea ha più rilevanza, ma deve comunque sottostare, in caso di disaccordo tra le camere, ad una “conferenza di conciliazione”.

## Scopo
Lo scòpo principale del Senato è quello di dare uguale rappresentanza a tutte le unità federate, poiché la rappresentanza all'Assemblea Nazionale è basata sulla popolazione di ciascuna entità.

## Relazioni con il governo
Pur non conferendo la fiducia parlamentare al Governo e non eleggendo il Primo ministro tra i suoi ranghi, la Costituzione (Art. 92) comunque afferma che, nell’esecutivo, i ministri federali e i ministri di Stato che sono altresì membri del Senato, non possono eccedere in nessun momento, un quarto del numero di ministri federali.